# 曾健忠
曾健忠（1982年8月5日—）出生於英屬香港，是一位香港業餘棒球運動員和《香港棒球代表隊》隊員， 也是電影《無野之城》的演员之一。

## 曾效力球隊
少獅 沙燕 田龍 南華 恆利 RMC 香港仔

## 現效力球隊
- 恆利

## 球賽經驗
- 2005年 -- 第3屆亞洲青少棒錦標賽香港青少棒代表隊總教練
- 2006年 -- 第4屆亞洲青少棒錦標賽香港青少棒代表隊教練
- 2006年 -- 第7屆亞洲盃棒球賽香港棒球代表隊
- 2007年 -- 第24屆亞洲棒球錦標賽香港棒球代表隊
- 2009年 -- 第8屆亞洲盃棒球賽香港棒球代表隊

### 投打習慣
右投右打

### 守備位置
內野手 捕手 遊擊手 二壘手

## 加入電影圈
2007年香港新晋導演雲翔受邀為《香港棒球代表隊》拍宣傳片。在此之前從不知道香港竟然有一隊《香港棒球代表隊》，他才發現球員高大英俊且談吐不俗，便決定將他們的故事拍成電影。於是構思拍攝一部有關香港棒球運動的電影--無野之城，並邀請曾健忠擔任演員之一，在電影他演回曾健忠他自己。
故事大網請看條目： 《無野之城》

## 曾演出電影
- 2008年 《無野之城》 合作演员：梁宇聰、香子俊、戴于程等

## 外部連結
- 電影無野之城官方網頁
- 香港棒球總會（中國香港體育協會暨奧林匹克委員會會員機構） （页面存档备份，存于）